# NGC 6184
NGC 6184 este o galaxie situată în constelația Hercule. A fost descoperită în 23 iunie 1876 de către Édouard Stephan⁠(d). Se află la o distanță de 118,06 megaparseci de Pământ.